# Love Can Turn Us Blind
Love Can Turn Us Blind är en musiksingel av Julian Brandt som släpptes den 10 juli 2009 och är andra singeln hämtad från albumet Looks and Talent (Don't Always Go Together).

## Låtförteckning
1. Love Can Turn Us Blind feat. Kitty Jutbring
2. Freelove
3. Love Can Make Us Blind feat. Kitty Jutbring (Remix By Dynamikk)
4. Labyrinth Of Love

## Låtinformation
Låt 1 och 3 är skrivna av Julian Brandt.
Låt 2 är skriven Martin L Gore och framförs av Depeche Mode i original.
Låt 4 är skriven av Julian Brandt och Carl DeLorean
Låt 1, 3 och 4 är publicerade av Imperial Publishing.
Låt 2 är publicerade av EMI Music Publishing Scandinavia.
Låt 3 är remixad av Dynamikk.